# فوجيتسو وتوشيبا IS12T
فوجيتسو وتوشيبا IS12T (بالإنجليزية: Fujitsu Toshiba IS12T)‏ هو هاتف ذكي يعمل بنظام ويندوز فون.

## الخصائص
- نظام التشغيل: ويندوز فون
- الشاشة: شاشة لمس 480×800 16 مليون لون
- الوزن: 113 غرام
- المعالج: 1 جيجا هرتز
- الذاكرة: 32 جيجابايت